# 昆都仑区
昆都仑区是内蒙古自治区包头市下辖的一个市辖区，因境內昆都仑河而得名。該區是包头市的商业、工業中心，为包头钢铁集团所在地。人口主要由一五計畫期間東北、華北各地移民後裔組成。管轄面积301平方公里，區人民政府駐鋼鐵大街29號。

## 行政区划
昆都仑区下辖13个街道办事处、2个镇：
少先路街道、沼潭街道、林荫路街道、友谊大街街道、阿尔丁大街街道、团结大街街道、鞍山道街道、前进道街道、市府东路街道、白云路街道、黄河西路街道、昆工路街道、昆北街道、昆河镇、卜尔汉图镇和包钢厂区办事处。

## 人口
根據全國第七次人口普查數據顯示，截至2020年11月1日零時，常住人口為787681人。

## 交通
- 京包铁路、集包铁路、包兰铁路、包西铁路、包神铁路：包头站

## 教育
自治区示范高中两所：
- 包头市第九中学
- 包头钢铁集团第一中学